# In Case We Die
 (avril 2020).
Si vous disposez d'ouvrages ou d'articles de référence ou si vous connaissez des sites web de qualité traitant du thème abordé ici, merci de compléter l'article en donnant les références utiles à sa vérifiabilité et en les liant à la section « Notes et références ».
Albums de Architecture in Helsinki
Fingers Crossed
(2003) We Died, They Remixed
(2006)
In Case We Die est le deuxième album studio du groupe australien Architecture in Helsinki sorti le 5 avril 2005 en Australie.

## Titres
1. Neverevereverdid (4:49)
2. It 5! (2:07)
3. Tiny Paintings (3:03)
4. Wishbone (2:26)
5. Maybe You Can Owe Me (4:03)
6. Do the Whirlwind (4:19)
7. In Case We Die (Parts 1-4) (3:33)
8. The Cemetery (2:02)
9. Frenchy, I'm Faking (2:52)
10. Need to Shout (4:10)
11. Rendez-vous : Potrero Hill (1:52)
12. What's in Store? (4:29)
13. Bats And Rats And Murderers (1:25) - UK Edition bonus track